# Mecklenburger Kulturpreis
Der Mecklenburger Kulturpreis wurde 1964 als Kulturpreis der Landsmannschaft Mecklenburg von der Landsmannschaft Mecklenburg in Ratzeburg gestiftet und bis 1996 verliehen.
Mit dem Mecklenburger Kulturpreis wurden insgesamt 24 Schriftsteller, Historiker, Musiker und Volkskundler geehrt. Nach den Verleihungsrichtlinien der Landsmannschaft Mecklenburg wurde der Kulturpreis an Persönlichkeiten verliehen, „die mecklenburgische Kulturarbeit durch geistig-schöpferische Leistungen oder beispielhafte Aktivitäten gefördert haben.“ Der Mecklenburger Kulturpreis war die höchste Auszeichnung, die die Landsmannschaft Mecklenburg zu vergeben hatte.
Die Ehrung erfolgte zum ersten Male 1964 durch Übergabe der Ehrenurkunde an den Schriftsteller Friedrich Griese, später zunächst alljährlich, schließlich zweijährlich. Neben dem Kulturpreis verlieh die Landsmannschaft Mecklenburg als weitere Auszeichnung für Verdienste um die mecklenburgische Kultur und die plattdeutsche Sprache die 1960 aus Anlass des 150. Geburtstages Fritz Reuters gestiftete Fritz-Reuter-Medaille. Erste Empfänger waren Friedrich Griese und der Reuter-Rezitator Ernst Hameister.
Der Mecklenburger Kulturpreis sollte nicht mit dem 1994 vom Land gestifteten Kulturpreis des Landes Mecklenburg-Vorpommern verwechselt werden.

## Träger des Mecklenburger Kulturpreises
| 1964 | Friedrich Griese, † 1. Juni 1975               |
| 1968 | Gustav Heinrich Piehler, † 18. Juli 1973       |
| 1971 | Friedrich Siems, † 30. August 1971             |
| 1972 | Walter Lehmbecker, † 5. Januar 1980            |
| 1973 | Georg Tessin, † 18. Oktober 1985               |
| 1974 | Gerhard Böhmer, † 4. Dezember 1978             |
| 1975 | Carl Friedrich Maaß, † 27. August 1981         |
| 1977 | Otto Witte, † 26. März 1997                    |
| 1978 | Gerd Lüpke, † 3. Oktober 2002                  |
| 1979 | Helmut de Voss, † 23. August 2000              |
| 1980 | Friedrich Wilhelm Giebel, † 24. Januar 1988    |
| 1981 | Hans Erdmann, † 15. Februar 1986               |
| 1982 | Gertrud Bergmann, † 15. Juli 1985              |
| 1983 | Friedrich-Franz Pingel, † 10. November 1994    |
| 1984 | Walter Kempowski, † 5. Oktober 2007            |
| 1985 | Heiner Kracht, † 1. Januar 1989                |
|      | Otthinrich Müller-Ramelsloh, † 21. Januar 1991 |
| 1986 | Martin Wolter, † 17. Oktober 1995              |
| 1987 | Eva Bartoschek-Rechlin, Berchtesgaden-Schönau  |
| 1989 | Friedrich Hans Schaefer, † 1. Dezember 1998    |
| 1991 | Christa Cordshagen, † 27. März 2008            |
| 1993 | Jürgen Gundlach, † 3. Dezember 2014            |
| 1995 | Werner Timm, † 22. April 1999                  |
| 1996 | Christian Madaus, † 7. März 2015               |